# بکی استن
بکی استن (انگلیسی: Becky Easton؛ زادهٔ ۱۶ آوریل ۱۹۷۴) یک بازیکن فوتبال زن اهل انگلستان است. وی سابقه عضویت در تیم ملی فوتبال زنان انگلستان را داراست.